# Strobelia lutulenta
Strobelia lutulenta är en tvåvingeart som beskrevs av Friedrich Georg Hendel 1914. Strobelia lutulenta ingår i släktet Strobelia och familjen borrflugor. Inga underarter finns listade i Catalogue of Life.